# Gutowo (powiat toruński)
Gutowo – wieś w Polsce położona w województwie kujawsko-pomorskim, w powiecie toruńskim, w gminie Zławieś Wielka.
W latach 1975–1998 miejscowość należała administracyjnie do województwa toruńskiego. Według Narodowego Spisu Powszechnego (III 2011 r.) liczyła 273 mieszkańców. Jest piętnastą co do wielkości miejscowością gminy Zławieś Wielka.

## Zabytki[4]
- liczne stanowiska archeologiczne kultury pucharów lejkowatych, kultury amfor kulistych oraz z okresu wczesnego średniowiecza
- dawny cmentarz ewangelicki założony przed 1789 r.[5]
- co najmniej do lat 60. XX w. we wsi były zachowane drewniane chaty w typie osadnictwa olęderskiego[6]